# Cualificaciones religiosas para un cargo público en los Estados Unidos

Estados que tienen cualificaciones religiosas para un cargo público escritas en sus constituciones.
Estados que no tienen cualificaciones religiosas para un cargo público escritas en sus constituciones.

Las cualificaciones religiosas para un cargo público en los Estados Unidos han estado prohibidas siempre a nivel nacional desde el sistema federal de gobierno que actúa bajo la Constitución . El artículo VI de la Constitución de los Estados Unidos declara que "nunca se requerirá ninguna prueba religiosa como cualificación para ningún cargo o confianza pública en los Estados Unidos". La Primera Enmienda de la Constitución también prohíbe que el Congreso de los Estados Unidos declare cualquier ley que respete el establecimiento de una religión (la Cláusula de Establecimiento ).
Sin embargo, ni la Primera Enmienda ni el Artículo VI se aplicaron originalmente a los estados individuales, y los estados individuales utilizaron sus restricciones individuales para evitar que judíos, católicos y ateos ocuparan cargos públicos. Los requisitos estatales para cargos públicos no se abolieron por completo hasta 1961, cuando la Corte Suprema de los Estados Unidos anuló los requisitos religiosos para todos los funcionarios públicos debido al caso Tocaso, que reclamaba el derecho de un ateo a servir como notario público en Maryland, donde requiere que los funcionarios públicos declaren que creen en Dios. Sin embargo, ocho estados todavía tienen artículos en sus constituciones que requiere tales cualificaciones.

## Historia

### Período colonial
La historia de las cualificaciones religiosas en los Estados Unidos se eleva al período colonial británico. La historia del antisemitismo en Europa se remonta a la época romana, los judíos fueron expulsados de Inglaterra cuando el rey Eduardo I emitió el Edicto de Expulsión en 1290. Si bien algunos regresaron cuando Lord Protector Oliver Cromwell permitió a los judíos volver a Gran Bretaña en la década de 1650, aunque siguieron siendo una minoría discriminada dentro del Reino Unido. Inglaterra experimentó múltiples olas de anticatolicismo después de la Reforma Protestante, y la fe anglicana se convirtió en la religión estatal del Reino de Inglaterra después de suplantar un período de catolicismo. Gobernada por el Imperio Británico hasta 1776, la América colonial estuvo dominada por la influencia política y la religión de Inglaterra. En Maryland, el anglicanismo se estableció como religión oficial desde 1702 y los súbditos católicos de la colonia se les prohibió votar y ocupar cargos públicos, aunque en 1712 se les concedió el derecho al culto en privado.

### Después de la independencia
Los requisitos religiosos para el cargo político en los Estados Unidos eran inconstitucionales a nivel nacional del sistema federal de gobierno establecido por la Constitución de los Estados Unidos desde 1788. La Cláusula de No Prueba Religiosa del Artículo VI de la Constitución declaró expresamente que "nunca se requerirá ninguna prueba religiosa como cualificación para ningún cargo o confianza pública en los Estados Unidos". Además, la Cláusula de Establecimiento de la Primera Enmienda de la Constitución prohíbe explícitamente al Congreso de los Estados Unidos promulgar cualquier ley "que permita el establecimiento de una religión", fue ratificada como parte de la Declaración de Derechos solo unos años después. Ninguno de los dos protegió los derechos civiles salvaguardados por la Constitución frente a las autoridades de los estados individuales de los Estados Unidos, ya que se consideró que la Constitución solo se aplicaba al gobierno central del país. Por lo tanto, los gobiernos estatales pudieron excluir legalmente a las personas de ocupar cargos públicos por motivos religiosos.
Al incorporar la Declaración de Derechos después de la guerra civil estadounidense, las protecciones de la Declaración de Derechos se extendieron a los estados individuales sobre la base de la Cláusula del Debido Proceso de la Decimocuarta Enmienda de la Constitución.
Los requisitos estatales para los cargos políticos no se abolieron por completo hasta 1961, cuando la Corte Suprema de los Estados Unidos rechazó una disposición de la Constitución del Estado de Maryland que requería que todos los funcionarios públicos declararan una creencia en Dios. Por ejemplo, Roy Torcaso era un ateo que presentó una demanda en Maryland para establecer su derecho a convertirse en notario público sin jurar su fe en Dios, como exige la Constitución de Maryland. Tras ser rechazado, Torcaso acudió a la Corte Suprema, que dictaminó por unanimidad que la restricción religiosa del estado era inválida por violar los derechos constitucionales garantizados.
Aunque la demanda de Torcaso descartó la aplicación de los requisitos religiosos en los Estados Unidos, estas disposiciones anticuadas no fueron eliminadas inmediatamente de la legislación estatal. Como resultado, se iniciaron varias demandas después de 1961 para asegurar su derecho de ocupar cargos públicos sin cumplir con los requisitos religiosos. Estos casos siguieron el precedente de la Corte Suprema de Estados Unidos.
En 1997, la Corte Suprema de Carolina del Sur resolvió el caso de Silverman v. Campbell a raíz de la sentencia de Torcaso v. Watkins. El tribunal sostuvo que el artículo VI, sección 2 de la Constitución del estado de Carolina del Sur "Ninguna persona que niegue la existencia del Ser Supremo podrá ocupar un cargo en virtud de esta Constitución" y el artículo XVII, sección 4 "Ninguna persona que niegue la existencia de un Ser Supremo ocupará cualquier cargo bajo esta Constitución" no podrían ser aplicados como artículos al estar en conflicto con la Constitución de los Estados Unidos.